# Nipsey Hussle
Ermias Joseph Asghedom (n. 15 august 1985, Los Angeles, California, SUA – d. 31 martie 2019, Los Angeles, California, SUA), cunoscut profesional ca Nipsey Hussle, a fost un rapper, antreprenor și activist american din Los Angeles.

## Legături externe
- Nipsey Hussle la Internet Movie Database